# هنري سورتيس
هنري سورتيس (بالإنجليزية: Henry Surtees) ولد في 18 فبراير 1991 وتوفي في 19 يوليو 2009 سائق فورمولا 2 توفي في حادث سباق على حلبة براندز هاتش في بريطانيا وهو ابن سائق الفورمولا 1 البطل العالمي جون سورتيس.

## حادثة وفاته
تعرض هنري سورتيس لإصابة في رأسه نتيجة إطار أفلت من سيارة جاك كلارك نتيجة إصطدامه بحائط خلال إحدى جولات الفورمولا 2 التي أقيمت على حلبة براندز هاتش حيث تم نقل هنري سورتيس إلى مستشفى لندن الملكي بواسطة مروحية للعلاج حيث توفي هناك.

## روابط خارجية
- هنري سورتيس على موقع DriverDB.com (الإنجليزية)